# Trachelophora spinipennis
Trachelophora spinipennis är en skalbaggsart som beskrevs av Stefan von Breuning 1982. Trachelophora spinipennis ingår i släktet Trachelophora och familjen långhorningar.
Artens utbredningsområde är Filippinerna. Inga underarter finns listade i Catalogue of Life.